# Mugge & vejfesten
Mugge & vejfesten er en dansk -belgisk-svensk animationsfilm fra 2019 instrueret af Mikael Wulff og Anders Morgenthaler.

## Medvirkende
- Jens Jacob Tychsen som Mugge (stemme)
- Iben Hjejle som Kirsten (stemme)
- Anders Morgenthaler som Thorbjørn (stemme)
- Nikolaj Kopernikus som Henrik (stemme)
- Mia Lyhne som Britta (stemme)
- Stephania Potalivo som Sophia (stemme)
- Martin Brygmann som Pierre (stemme)
- Sofie Linde som Elsebeth (stemme)
- Mick Øgendahl som Weirdoen fra Nakskov (stemme)
- Mikael Wulff som Allanerne (stemme)
- Jonas Schmidt som Dolph